# Hans Patek
Hans Patek (* 30. November 1857 in Brünn; † 18. Dezember 1937 in München) war ein österreichischer Opernsänger (Tenor).

## Leben
Patek erhielt seine Ausbildung bei Franz Vogl am Prager Konservatorium. 1873 wurde er im Corps Suevia Prag recipiert. Seine Bühnenkarriere begann mit der Spielzeit 1876/77 am Theater in Troppau. In jährlichem Wechsel folgten Laibach, Linz, Neustrelitz und Weimar. Die nächsten Engagements hatte er am Stadttheater Lübeck (1883/84), am Brünner Stadttheater (1884/85), an der Oper Breslau (1885–1887), lange am Neuen deutschen Theater in Prag (1887–1895), am Stadttheater Hamburg (1895–1897), am Neuen Königlichen Hoftheater in Wiesbaden (1897/98), am Theater des Westens in Berlin (1898/99) und am Stadttheater Stettin (1899/1900). Er ist in denselben Jahren zur Welt gekommen und gestorben wie die Brünner Schauspielerin Sophie Pagay und sein Corpsbruder Gustav Gotthilf Winkel.

## Rollen
Er sang als Buffo und als lyrischer Tenor.
- Basilio in Le nozze di Figaro
- Pedrillo in Die Entführung aus dem Serail
- Monostatos in Die Zauberflöte
- George Brown und Dikson in La dame blanche
- Jacquino in Fidelio
- Mime in Der Ring des Nibelungen
- David in Die Meistersinger von Nürnberg
- Raoul in Les Huguenots
- Georg in Der Waffenschmied
- Veit in Undine